# Gilde Sint-Agatha
Gilde Sint-Agatha is een schuttersgilde uit Boekel. Evenals de parochiekerk van Boekel is dit gilde vanouds gewijd aan de Heilige Agatha.
Dit gilde bestond reeds in 1530, toen er sprake was van een gilde van Sint Achten op Boekelt. Uit dit jaar stamt ook de Caert, ofwel het reglement van het gilde.
In het jaar 2003 nam men het initiatief om dit gilde nieuw leven in te blazen, waartoe allerlei attributen zoals een vaandel, gildezilver, een wapen en kostuums moesten worden ontworpen en vervaardigd. Ook werd een houten beeld van Sinte Agatha vervaardigd door de kunstenaar Mark Hus uit Mol.
Op 5 februari 2006 vond de officiële ontwaking (heroprichting) van het gilde plaats tijdens een heilige Mis, geleid door Bisschop Hurkmans.
De overdeken (beschermheer) van het Gilde is de heer Bos, burgemeester van Boekel.